# كارل براندت
كارل براندت (بالألمانية: Karl Brandt)‏ (من 8 يناير 1904 إلى 2 يونيو 1948) طبيبًا ألمانيًا وضابطًا في شوتزشتافل (SS) في ألمانيا النازية. تدرب على الجراحة، انضم براندت إلى الحزب النازي في عام 1932 وأصبح طبيباً مرافقاً لأدولف هتلر في أغسطس 1934. وكان أحد أعضاء الدائرة الداخلية لهتلر في بيرغوف، تم اختياره من قبل فيليب بوهلر، رئيس مستشاري هتلر، لإدارة برنامج القتل الرحيم Aktion T4. عُين براندت لاحقًا مفوض الرايخ للخدمات الصحية (Bevollmächtigter für das Sanitäts- und Gesundheitswesen). اتُهم براندت في أواخر عام 1946 بتهمة التورط في تجارب بشرية وجرائم حرب أخرى، وتمت محاكمته أمام محكمة عسكرية أمريكية مع 22 آخرين في الولايات المتحدة الأمريكية ضد كارل براندت وآخرون. أدين وحُكم عليه بالإعدام، ثم شنق في 2 يونيو 1948. 

## المحاكمة والتنفيذ

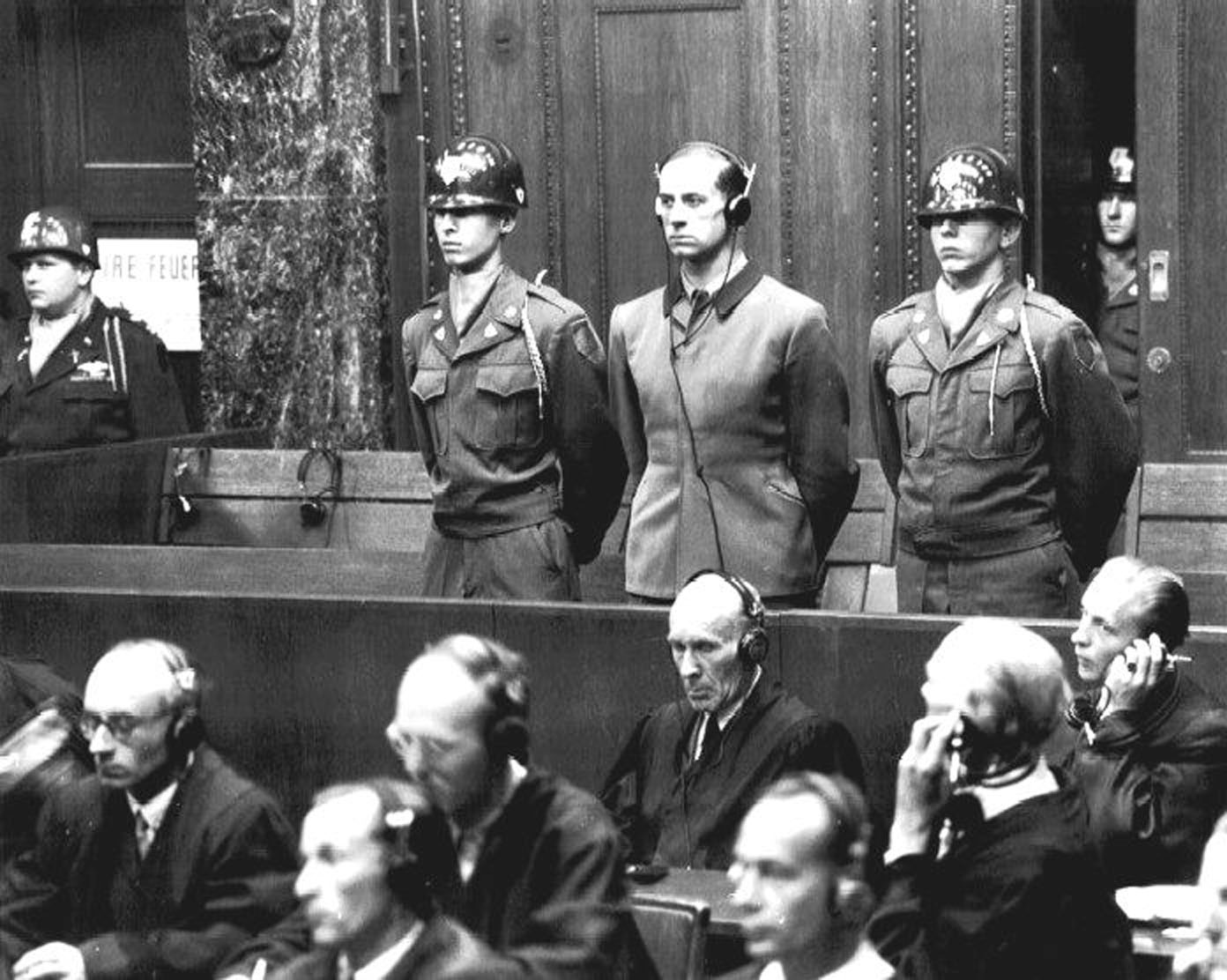
براندت في المحاكمة، 20 أغسطس 1947

حوكم براندت مع اثنين وعشرين آخرين في قصر العدل في نورمبرغ، ألمانيا. كانت المحاكمة تحمل عنوان United States of America v. كارل براندت وآخرون. ولكن يشار إليه أكثر باسم " محاكمة الأطباء "؛ بدأت في 9 ديسمبر 1946. تم اتهامه بأربع تهم:
1. التآمر لارتكاب جرائم حرب وجرائم ضد الإنسانية على النحو الموصوف في التهمتين 2 و3؛
2. جرائم الحرب: إجراء تجارب طبية، دون موافقة الأشخاص، على أسرى الحرب والمدنيين في البلدان المحتلة، والتي خلالها ارتكب المتهمون جرائم القتل والوحشية والقسوة والتعذيب والفظائع وغيرها من الأعمال اللاإنسانية. تخطيط وتنفيذ القتل الجماعي لأسرى الحرب والمدنيين في البلدان المحتلة، الذين يتعرضون للوصم بوصفهم مسنين ومجانين ومشوين، وما إلى ذلك، بالغاز، والحقن المميتة، وغيرها من الوسائل المتنوعة في دور رعاية المسنين والمستشفيات والملاذات أثناء برنامج القتل الرحيم والمشاركة في القتل الجماعي لنزلاء معسكرات الاعتقال؛
3. الجرائم ضد الإنسانية: ارتكاب الجرائم الموصوفة في البند 2 على المواطنين الألمان؛
4. العضوية في منظمة إجرامية، SS. تضمنت التهم الموجهة إليه مسؤولية خاصة ومشاركة في عمليات التجميد والملاريا وإستخدام غاز الخردل والسلفانيلاميد والعظام وتجديد العضلات والأعصاب وزراعة العظام واليرقان الوبائي والتعقيم والتيفوس.[7]

بعد الدفاع عنه على يد روبرت سيرفاتيوس، في 19 أغسطس 1947، أدين براندت بتهم 2-4 من لائحة الاتهام. مع ستة آخرين، حُكم عليه بالإعدام شنقًا، وتم إعدامهم جميعًا في سجن لاندسبيرج في 2 يونيو 1948.  تلقى تسعة متهمين آخرين أحكامًا بالسجن تتراوح بين خمسة عشر عامًا ومدى الحياة، بينما ثبتت إدانة سبعة آخرين.
بينما كان على المشنقة، علق براندت قائلاً: «ليس من العار أن تقف على السقالة. هذا ليس سوى انتقام سياسي. لقد خدمت وطني كآخرين قبلي  . .». انقطع خطابه عندما وضع غطاء رأس أسود فوق رأسه.

## وصلات خارجية
- كارل براندت على موقع الموسوعة البريطانية (الإنجليزية)
- كارل براندت على موقع مونزينجر (الألمانية)

1. ↑  Nuremberg Trials Project (بالإنجليزية), QID:Q78909371
2. ↑  Dienstaltersliste der Schutzstaffel der NSDAP, Stand vom 1. Dezember 1936 (بالألمانية), 1. Dezember 1936, OCLC:6792109, QID:Q63098423 {{استشهاد}}: تحقق من التاريخ في: |publication-date= (help)
3. 1 2 3 4 5 6 7 8 9 10  Nuremberg Trials Project (بالإنجليزية), QID:Q78909371
4. 1 2 3 4 5 6 7 8  TracesOfWar، QID:Q98839586
5. ↑  Ben-Amos، Batsheva. "Karl Brandt: The Nazi Doctor. Medicine and Power in the Third Reich (review)". مؤرشف من الأصل في 2016-03-04. اطلع عليه بتاريخ 2014-11-10.
6. 1 2  Hamilton 1984.
7. ↑  National Archives and Records Administration, Records of the United States Nuremberg War Crimes Trials, 15 vols. See vol 1 and 2, Karl Brandt: The Medical Case (Washington DC: National Archives and Records Service, 1951-1952).
8. ↑  "Nuremberg Tribunal Indictments" (PDF). U.S. Library of Congress. مؤرشف من الأصل (PDF) في 2019-12-08.
9. ↑  Annas، George J. (1995). The Nazi Doctors and the Nuremberg Code. United States: Oxford University Press. ص. 106. ISBN:0-19-507042-9. مؤرشف من الأصل في 2020-04-20. اطلع عليه بتاريخ 2015-03-03.